# Peugeot 404
Peugeot 404 — среднеразмерный автомобиль французской компании Peugeot. Пришёл на смену автомобилю Peugeot 403. Вытеснен с конвейера моделью Peugeot 405.

## История
В 1960 году был представлен седан с бензиновым двигателем внутреннего сгорания мощностью 73 л. с. и четырёхступенчатой механической трансмиссией. В иерархии автомобиль занимал промежуток между Peugeot 203 и Peugeot 403.
В 1961 году была представлена модель Super Luxe. В октябре того же года на Парижском автосалоне был представлен кабриолет. С 1962 года автомобиль оснащался пружинной задней подвеской.
С 1963 года автомобиль Peugeot 404 оснащался двигателем внутреннего сгорания мощностью 86 л. с. В 1965 году двигатель XD85 был заменён двигателем XD88. С 1966 года седан Grand Touring оснащался бензиновым двигателем внутреннего сгорания XCKF2 и трёхступенчатой автоматической трансмиссией ZF.
В 1967 году мощность двигателя XC6 была увеличена до 69 л. с. В октябре 1967 года на Парижском автосалоне была представлена модификация 404/8 Confort (8 CV). Производство завершилось в 1975 году.

## Галерея

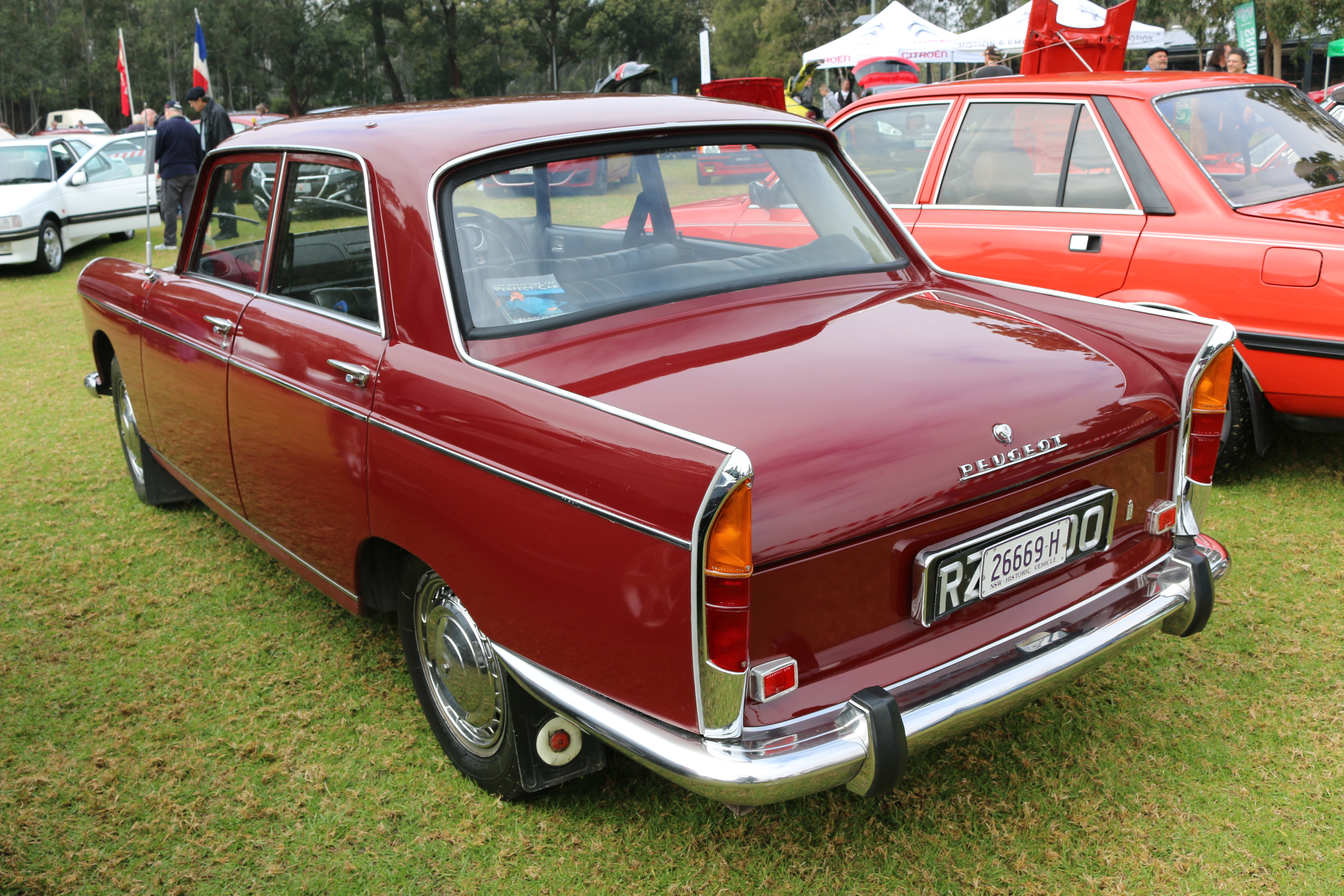
Peugeot 404
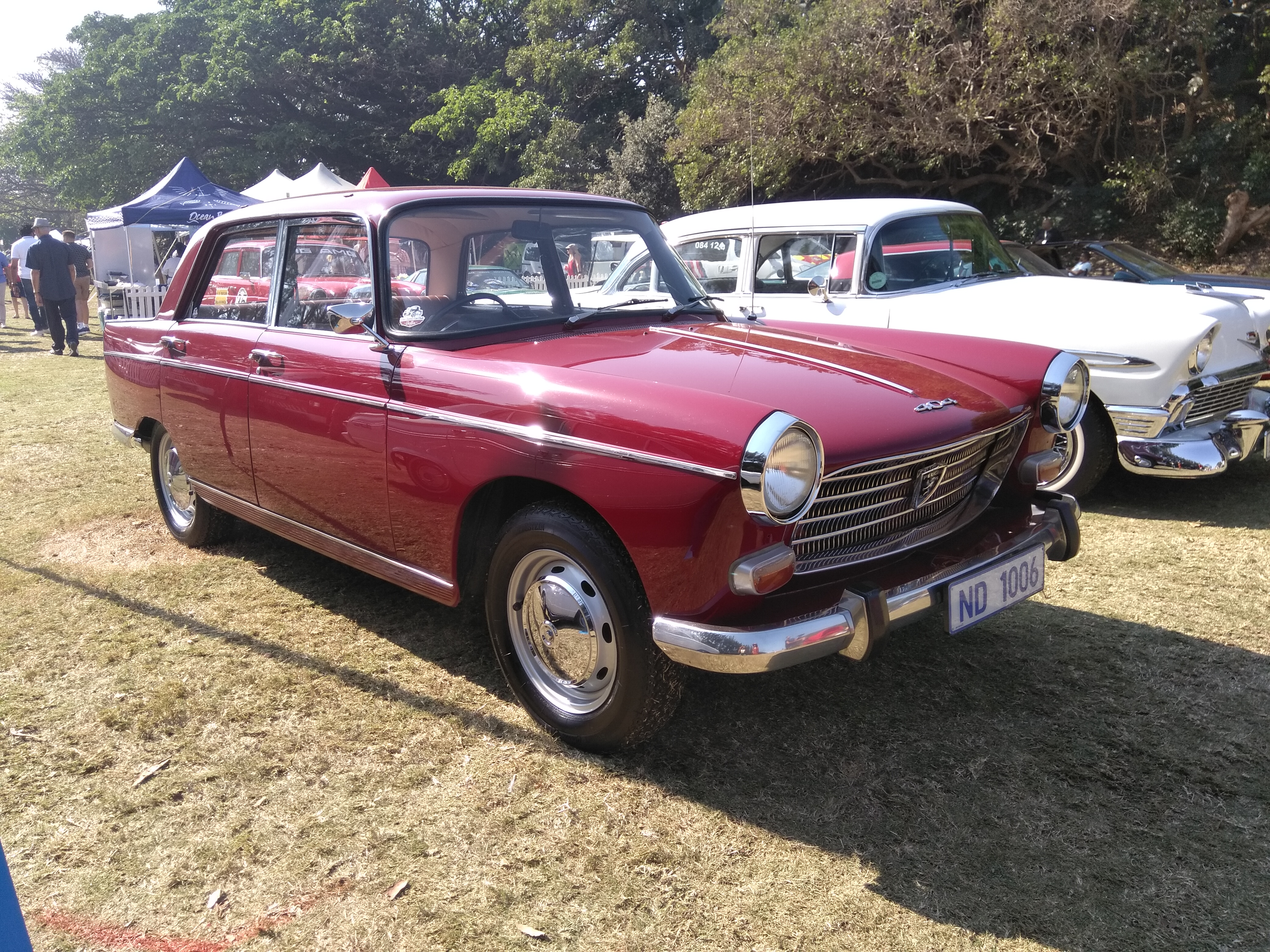
Peugeot 404
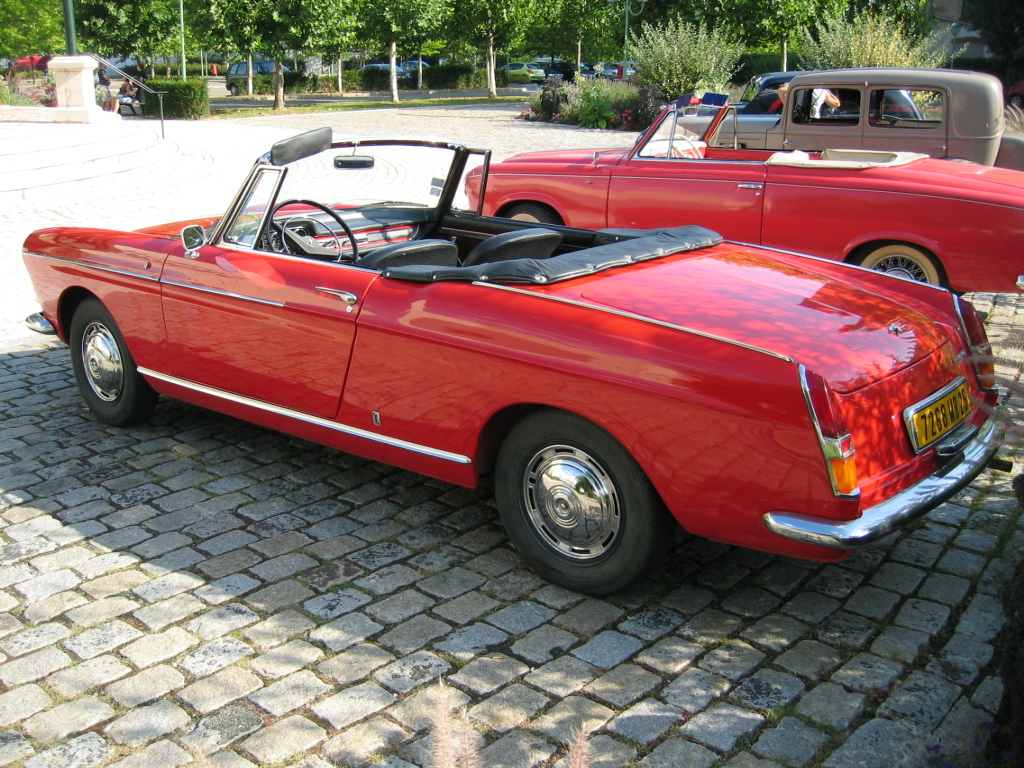
Peugeot 404
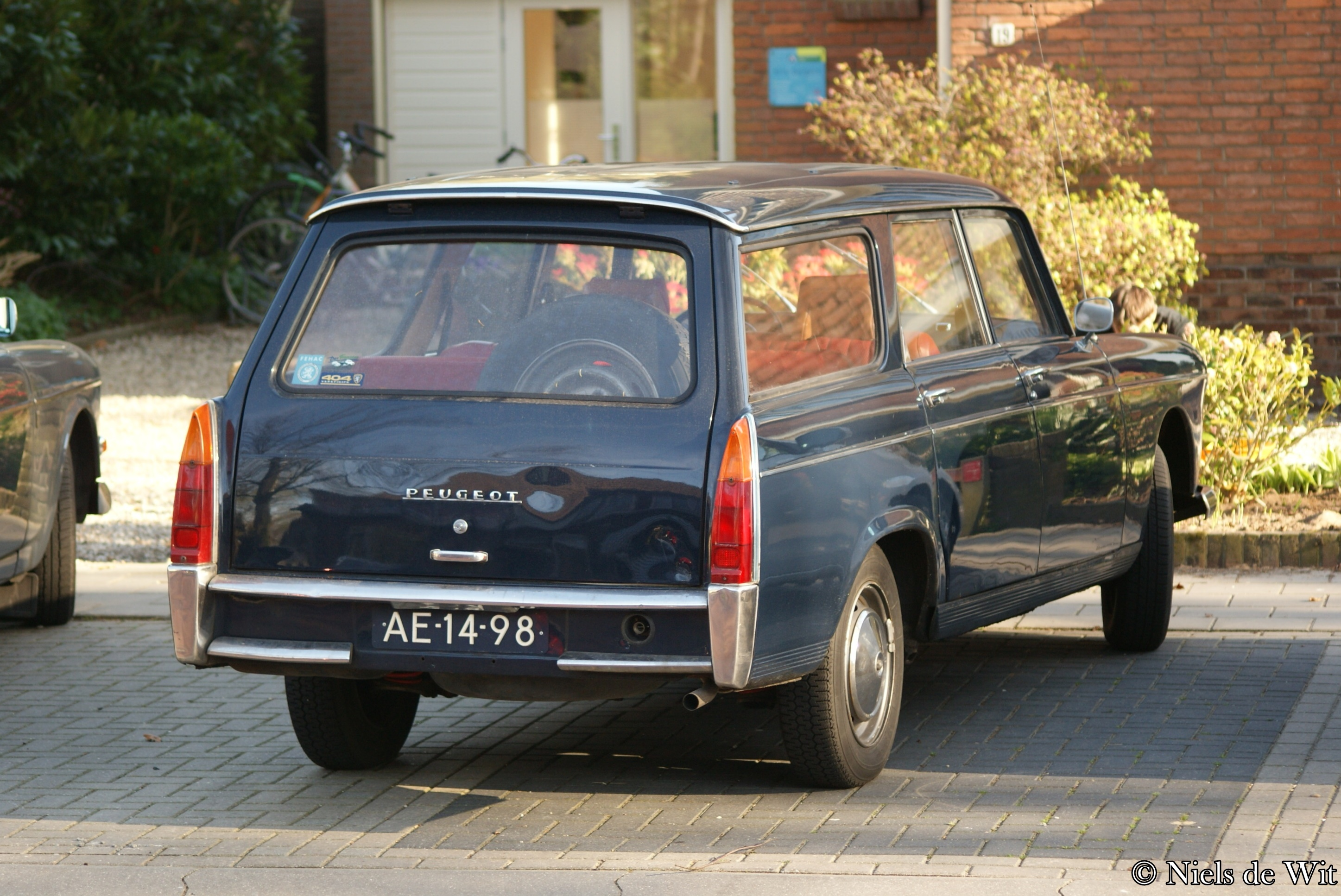
Peugeot 404 Break L
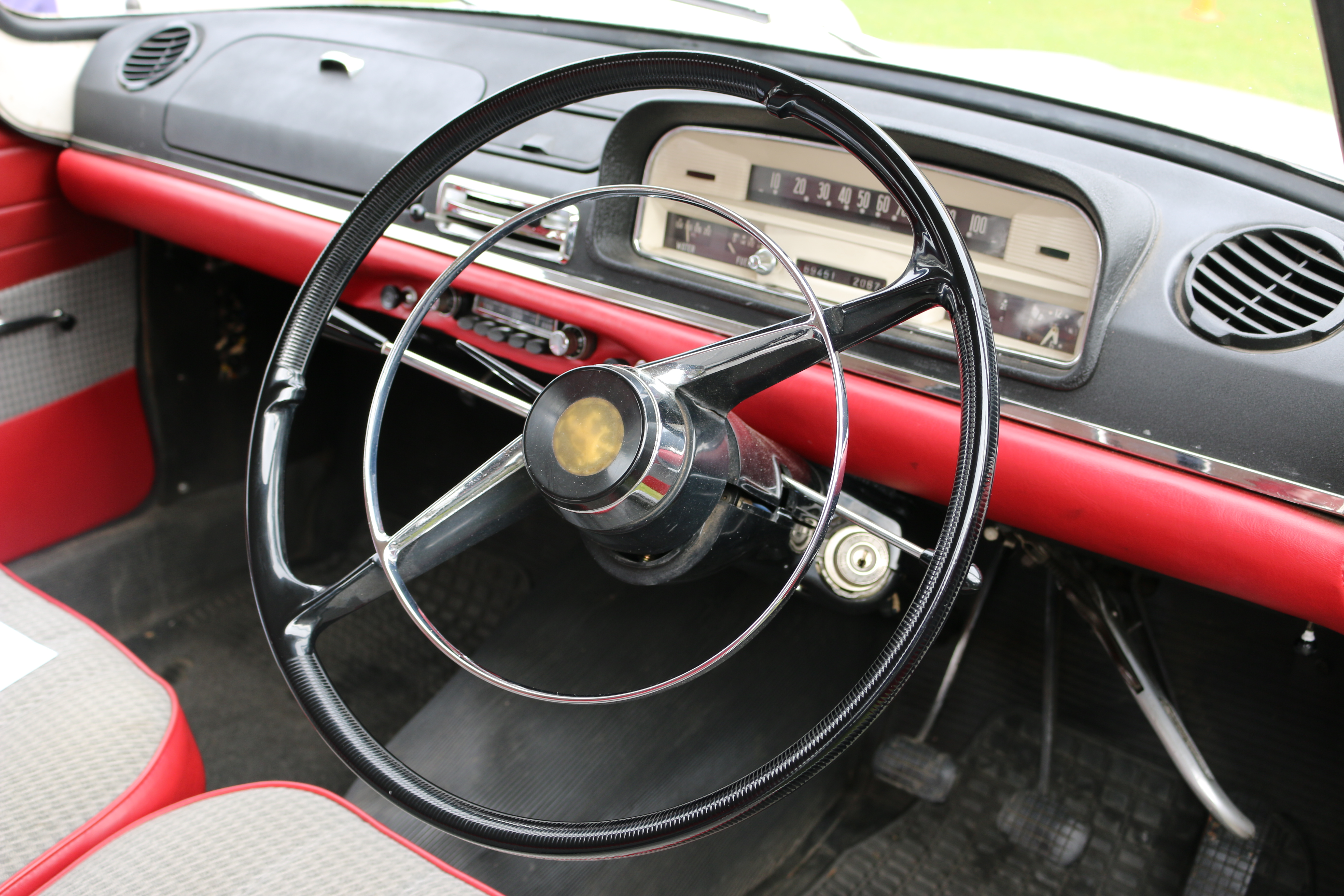
Место водителя
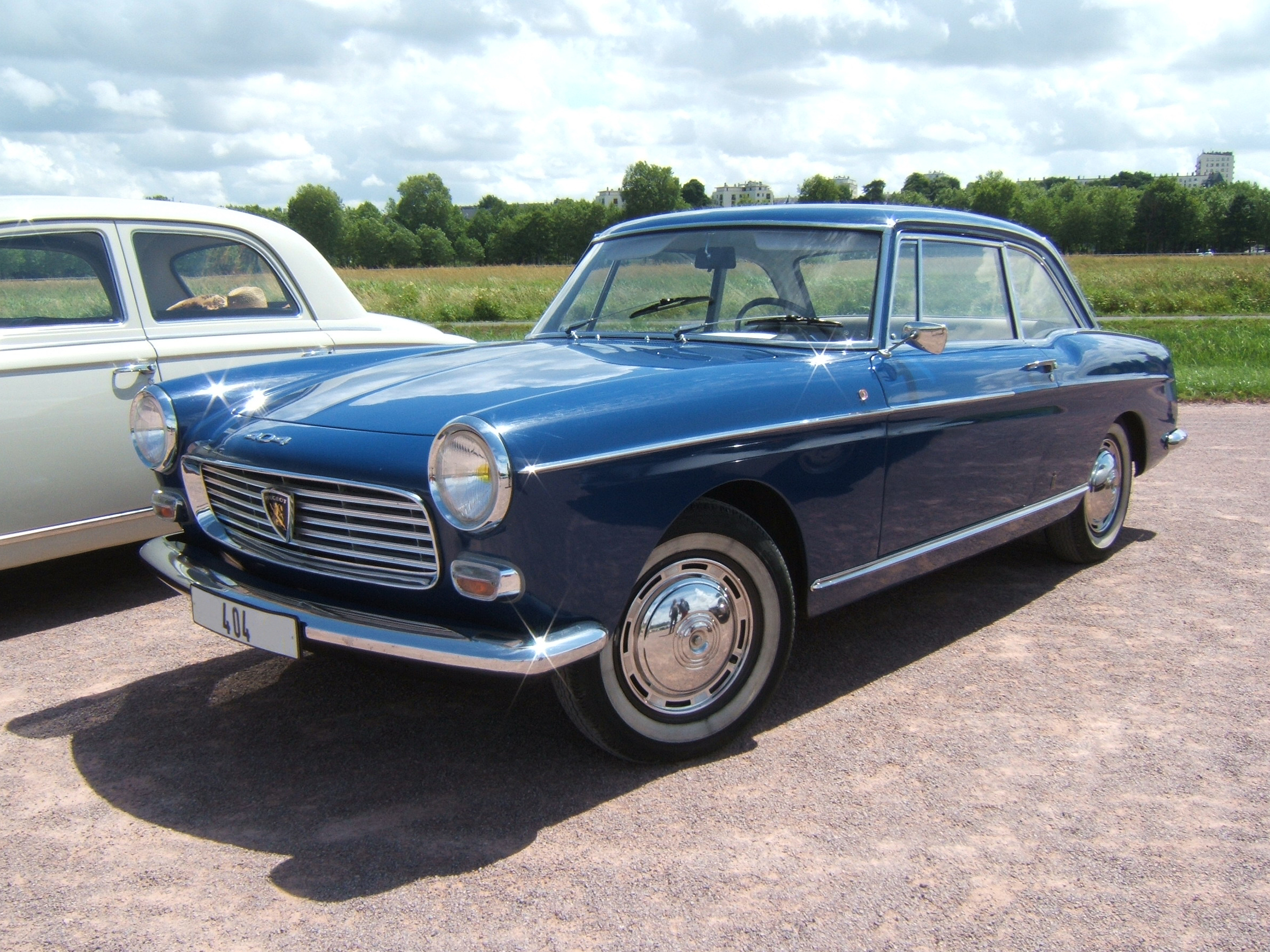
Peugeot 404
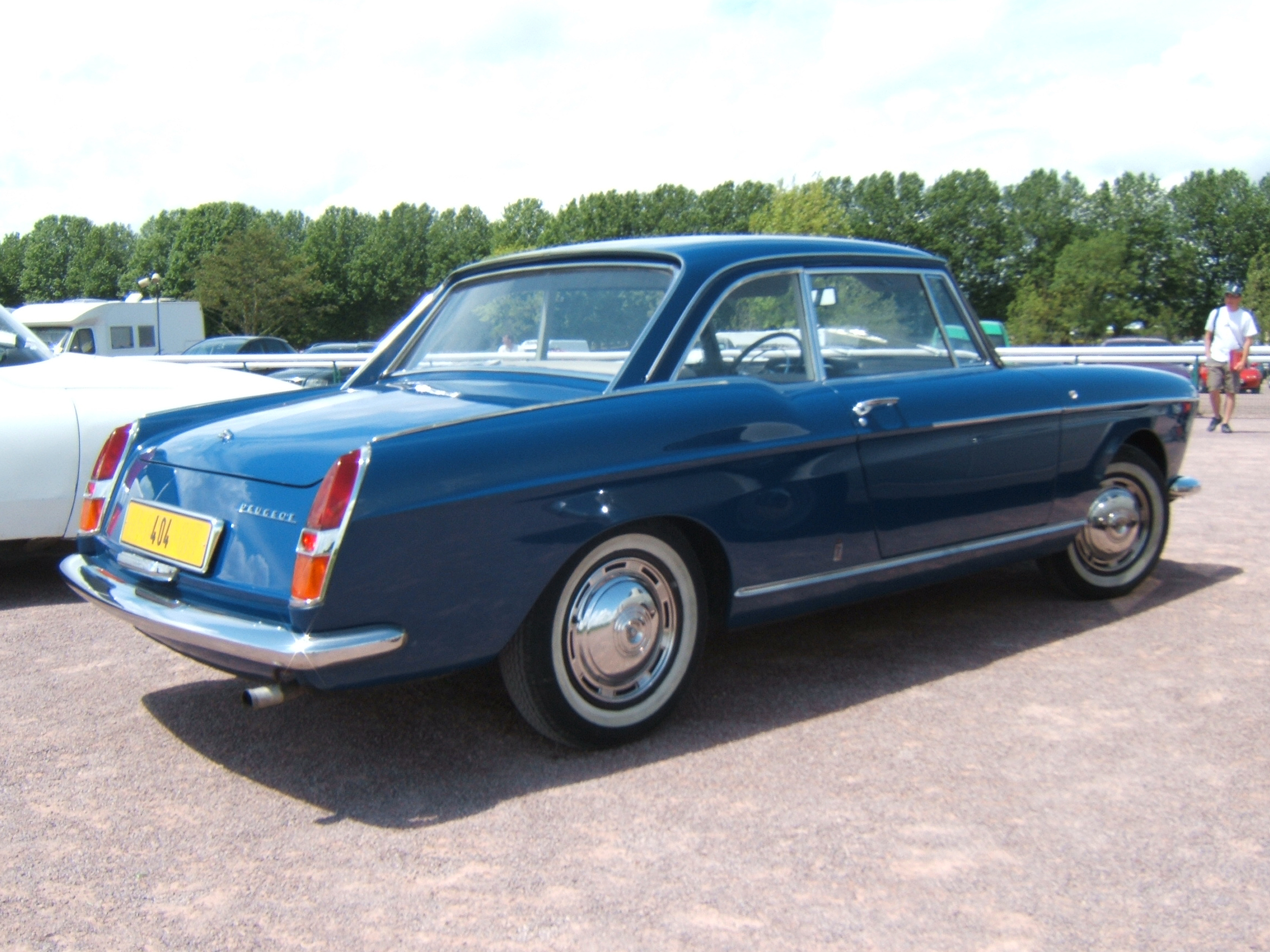
Peugeot 404
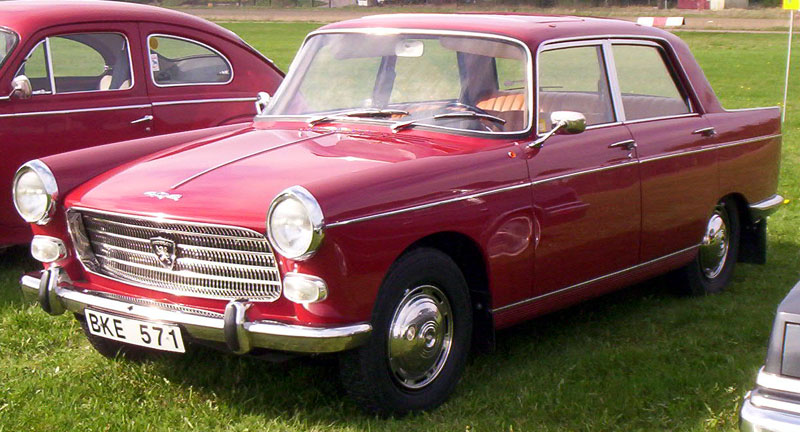
Peugeot 404 Super Luxe
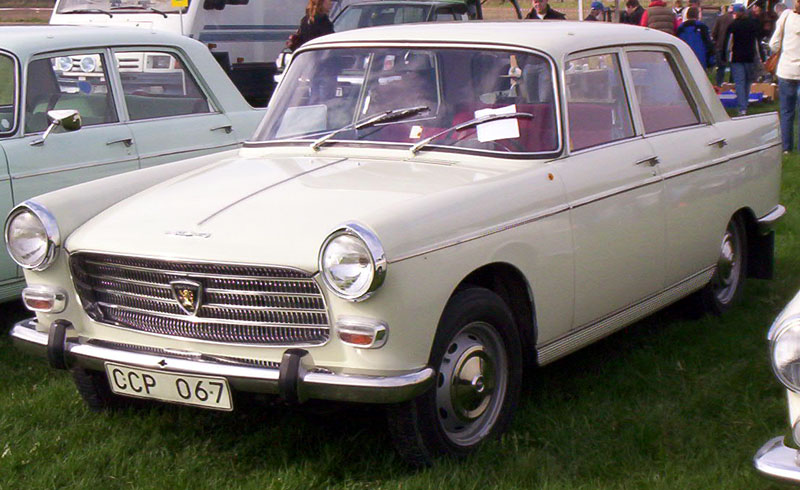
Peugeot 404 Super Luxe
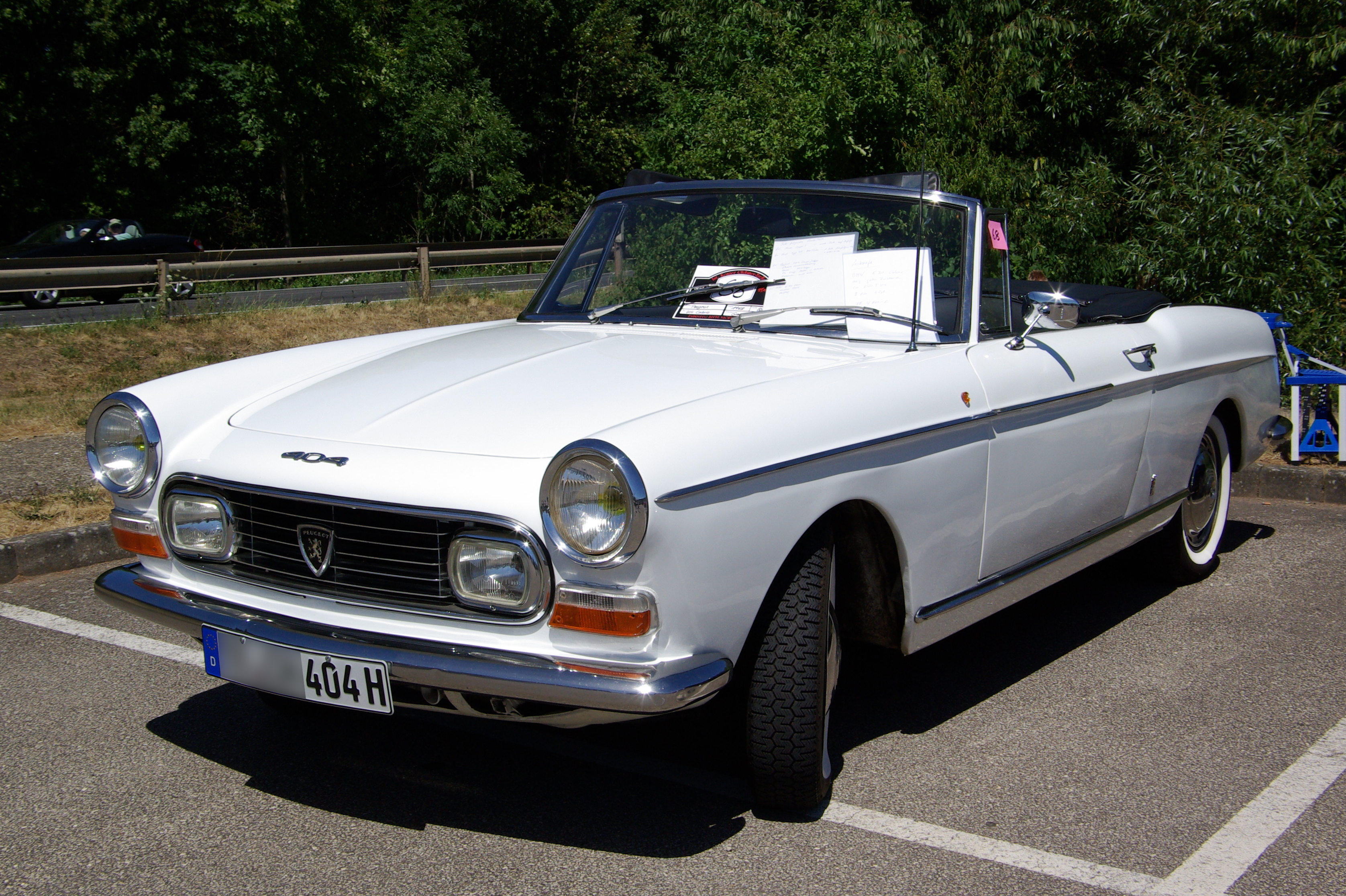
Peugeot 404
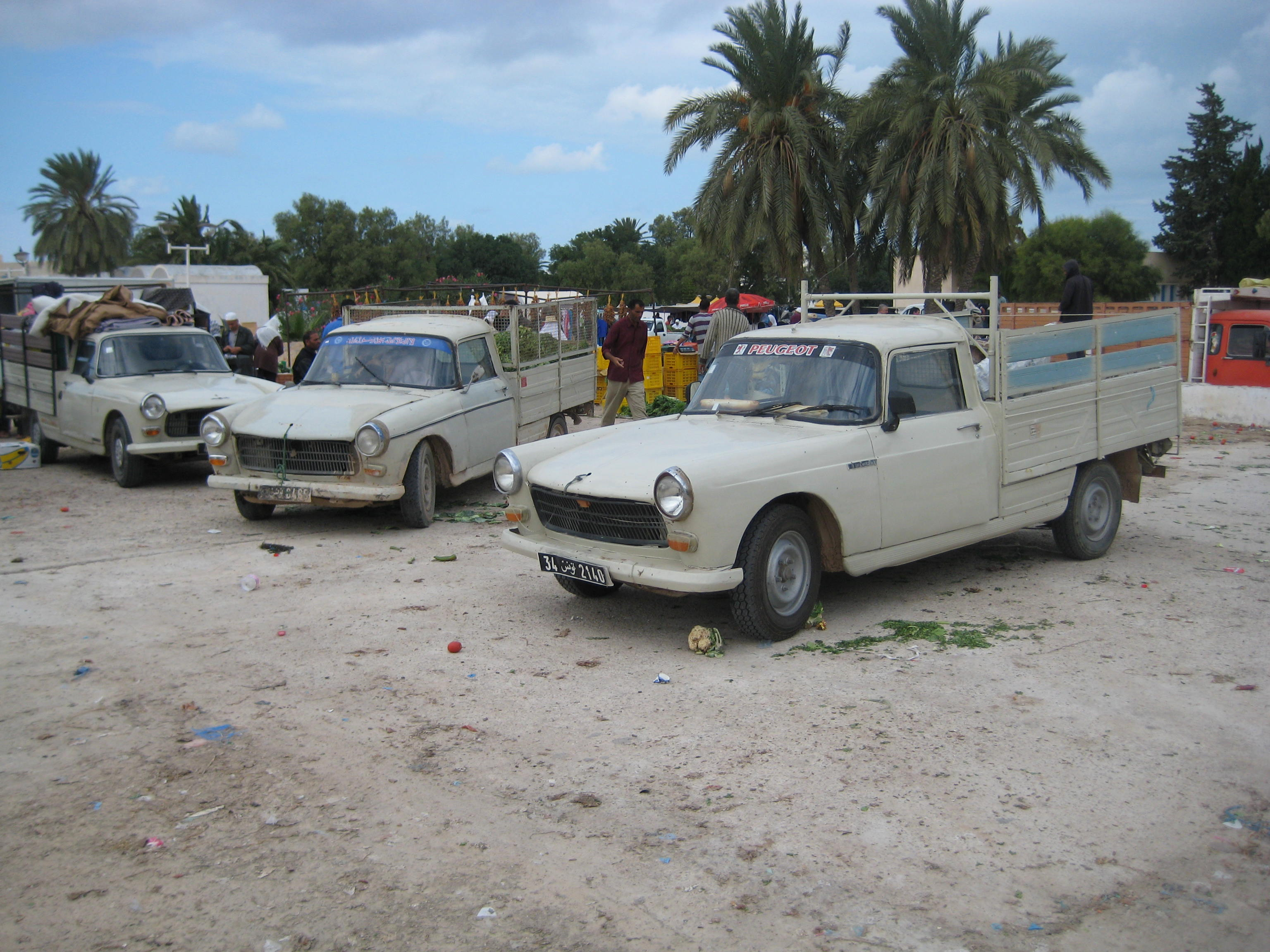
Peugeot 404
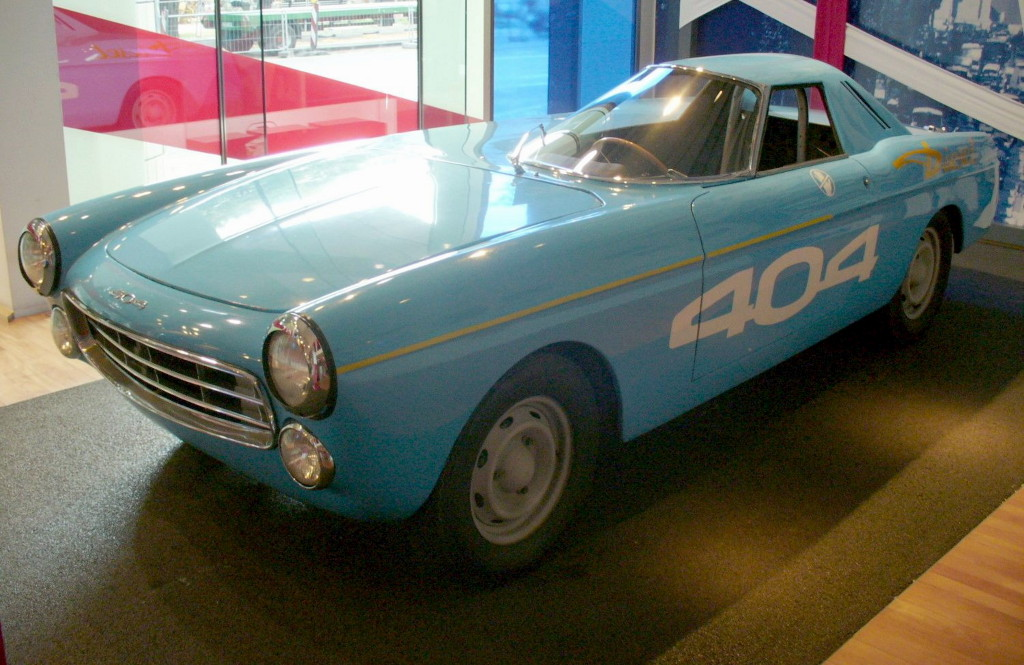
Peugeot 404
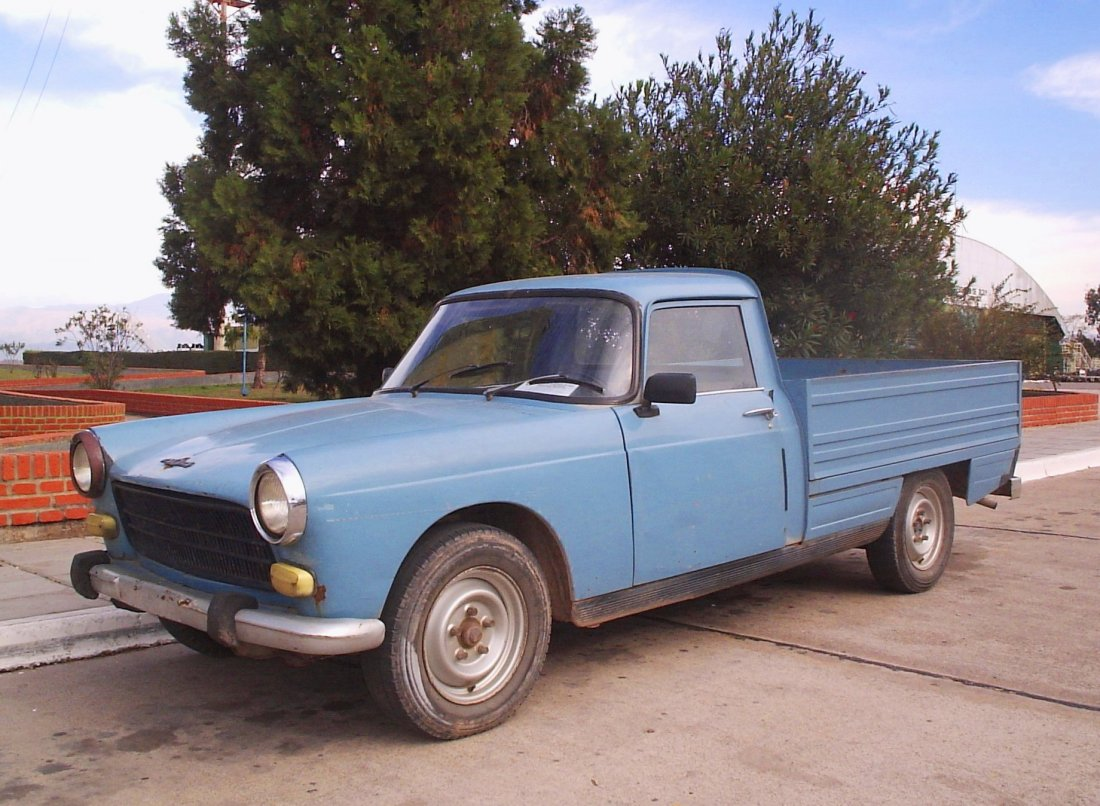
Peugeot 404 U